# Eddie Mosscrop
Edwin Mosscrop-detto Eddie- (Southport, 15 giugno 1892 – 14 marzo 1980) è stato un calciatore inglese, di ruolo centrocampista.

## Carriera

### Club
Ha giocato nella prima divisione inglese.

### Nazionale
Ha vestito la maglia della nazionale inglese in due occasioni nel 1914.

## Palmarès

### Club

#### Competizioni nazionali
- Campionato inglese: 1

Burnley: 1920-1921
- Coppa d'Inghilterra: 1

Burnley: 1913-1914